# Лавджой, Кристофер
Кристофер Джамаал Лавджой (англ. Christopher Jamaal Lovejoy; род. 16 ноября 1983, Лос-Анджелес, США) — американский боксёр-профессионал, выступающий в супертяжёлой весовой категории, менеджер и промоутер. Входил в ТОП-15 рейтинга WBA с августа по сентябрь 2018, с сентября по декабрь 2019 и с июля по сентябрь 2020 года.

## Детство и юность
Родился в Южном Лос-Анджелесе, воспитывался матерью. Отец часто был в тюрьме. Кристофер учился в начальной школе 74th Street, затем в средней школе Horace Mann. В школе любил математику и не любил гуманитарные предметы. После поступления в старшую школу Crenshaw увлёкся американским футболом, играл за местную команду. По словам Лавджоя, он мечтал попасть в NFL, а для этого нужно было заявить о себе. После 9 неудачных лет игры в различных университетских командах спортсмен был вынужден уйти из футбола.
В дальнейшем занимался криминалом на улицах Лос-Анджелеса. Несколько раз попадал в тюрьму. В 2015 году пришёл в зал Флойда Мейвезера в Лас-Вегасе и первое время там тренировался под руководством Флойда Мейвезера-старшего и Роджера Мейвезера. Несмотря на отсутствие любительской карьеры, репутация бывшего гангстера создала Лавджою определённый имидж в среде бокса.

## Профессиональная карьера
Дебютировал на профессиональном ринге 26 февраля 2016 года, одержав победу техническим нокаутом в 1-м раунде над Ароном Алексисом Франко.
21 января 2017 года выступил в Мексике против опытного Хорхе Альфредо Лила. Лавджой нокаутировал оппонента на 2-й минуте 1-го раунда. Через полгода Лавджой провёл бой против 22-летнего левши Луиса Родригеса Агилара. После первого раунда угол Родригеса отказался от продолжения боя.
В октябре 2018 года боксировал с Романом Боркесом (бывший соперник Александра Флореса). 41-летний мексиканец продержался 2 раунда, но был остановлен в третьем. В декабре 2018 года провёл рематч с Алексом Алексисом Франко, разгромив соперника в 1-м раунде.
В 2019 году вместе с Девином Хэйни начал тренироваться под руководством Майка Маккаллума. Маккаллум высоко оценил перспективы Кристофера и отметил, что боец может дорасти до топ-уровня.
В мае 2019 года выступил в Тихуане против бывшего соперника Хосе Ускатеги и Хосе Луиса Кастильо Даниэля Мендеса. За 11 секунд до конца первого раунда Мендес был остановлен.
Серия побед на выезде позволила Лавджою занять 10-ю позицию в рейтинге WBA, опередив Сергея Кузьмина, Ивана Дычко и Фреса Окендо.
25 января 2020 года Кристофер Лавджой возглавил вечер бокса в Тихуане, Мексика. Его оппонентом стал опытный джорнимен Мисаэль Санчез, ранее деливший ринг с Александром Флоресом, Адамом Брейдвудом и Шонделлом Уинтерсом. Лавджой нокаутировал Санчеза на 3-й минуте 1-го раунда.

### Несостоявшийся бой с Дэвидом Алленом
31 декабря в Лондоне должен был состояться бой именитого британца Дэвида Аллена и Кристофера Лавджоя. Накануне Аллен был спарринг-партнером Александра Усика при подготовке к бою с Дереком Чисорой, а сам должен был встретиться с Кристианом Хаммером. После положительного теста на коронавирус у последнего соперником Аллена был назначен Лавджой. Поединок сорвался в последний момент по причине того, что организатором вечера была промоутерская компания Эдди Хирна Matchroom Boxing, а у американского боксёра оказался действующий контракт с Доном Кингом.
По словам Лавджоя, произошёл юридический просчёт. Согласно контракту с Кингом, боксёр должен был получать несколько боёв в год, но промоутер не выполнил обязательства по их организации. Как результат, Кристофер посчитал контракт не имеющим силы и совместно со своим менеджером устроил бой с Алленом без участия Кинга. Последний накануне связался с Matchroom Boxing и сорвал поединок.

### Несостоявшийся бой с Бермейном Стиверном
В январе 2021 года Дон Кинг анонсировал PPV-шоу в Голливуде, штат Флорида. В вечере должен был выступить Лавджой против бывшего чемпиона мира Бермейна Стиверна. С самого начала было много проблем с организацией. Лавджой настаивал на том, что он никогда не соглашался на этот бой и что он выкупил свои контрактные обязательства перед Кингом. Боксёр планировал вернуться в Мексику, где выступал большую часть карьеры. По словам Кинга, Лавджой не только согласился на условия контракта, но и конкретно на бой со Стиверном.

### Бой с Мануэлем Чарром
Чемпион мира по версии WBA Мануэль Чарр в ноябре 2018 года утратил свой титул в связи с проваленным допинг-тестированием (образец «А»). По этой же причине сорвался его поединок с пуэрто-риканским претендентом Фресом Окендо двумя месяцами ранее. Чарр запросил анализ пробы «Б». Согласно резолюции WBA, спортсмен должен быть проинформирован о месте и дате анализа. Анализ второй пробы дал отрицательный результат, при этом лаборатория не проинформировала Чарра. В ответ на это спортсмен подал апелляцию и восстановил свой титул.
Восстановление Чарра в рейтингах аннулировало запланированный титульный бой между Джарреллом Миллером и Богданом Дину. Поскольку Мануэль выиграл чемпионский пояс ещё в 2017 году, в бою против Александра Устинова, по регламенту организации чемпион должен провести защиту в кратчайшие сроки. Одновременно должен был состояться бой за промежуточный титул между Тревором Брайаном и Би Джей Флоресом. Победители обоих боёв должны будут определить обязательного претендента на титул суперчемпиона WBA, принадлежащий на тот момент Энтони Джошуа.
Титульный бой Чарр — Окендо был снова отменён из-за проблем Окендо со своим промоутером. Между тем, Брайан победил Флореса и его промоутер Дон Кинг настаивал на бое своего подопечного с действующим чемпионом WBA. Организация утвердила бой Чарр — Брайан на январь 2021 года. В соглавном бою должны были драться Кристофер Лавджой и бывший чемпион мира по версии WBC Бермейн Стиверн (на тот момент оба — бойцы Кинга). Лавджой и Кинг находились во враждебных отношениях, боксёр даже запретил промоутеру использовать своё имя для раскрутки предстоящего боя.
Из-за неназванных организационных проблем между командами Чарра и Брайана WBA в обход регламента сделала рокировку. Бой Брайан — Стиверн был утверждён в качестве титульного. Поединок состоялся 29 января и завершился победой Брайана, ставшего чемпионом WBA.
Мануэля Чарра назначили «чемпионом в отпуске». Его бой с Кристофером Лавджоем был назначен на 15 мая. Местом проведения стала Германия. Дон Кинг в СМИ подчёркивал, что бой Чарр — Лавджой не является титульным, поскольку Брайан имеет чемпионский титул. Лавджой накануне подал в суд заявление на личное банкротство, чтобы аннулировать заключённый с Кингом контракт. Из-за организационных проблем боксёр поехал в Германию без команды.
На взвешивании Лавджой оказался почти на 20 килограммов больше своего соперника (139 кг против 111,5 у Чарра). Бой длился недолго. В первом раунде бойцы работали осмотрительно, активных действий с обеих сторон было мало. Лавджой экономил силы, изучая оппонента. В первом раунде американец получил травму плеча, по его словам, вызванную нехваткой опыта. Развязка наступила во втором раунде, когда Чарр бросился на Лавджоя с серией ударов, отправив того в нокдаун. Американец поднялся на ноги, но восстановиться не успел. В результате Лавджой потерпел первое поражение на профессиональном ринге. Американец признал, что недооценил соперника: по его словам, Чарр боксирует на топ-уровне.
После боя Мануэль Чарр подал в суд на Дона Кинга и Epic Sports за нарушения контракта, в частности, за неправомерное лишение Чарра чемпионского пояса и проведение титульного боя без его участия. Лавджой признал Чарра чемпионом и поддержал его судебный иск.

### Второй бой с Луисом Родригесом Агиларом
2 октября 2021 года Кристофера Лавджой и Луис Родригес Агилар провели рематч. Родригес накануне в близком бою уступил Дамиану Уиллсу (56-58 на карточках трёх судей) и свёл в ничью поединок с Габриэлем Эрнандесом. Поединок с Лавджоем состоялся на Big Punch Arena в Тихуане. На 50-й секунде американец отправил соперника в тяжёлый нокаут.
После года отсутствия вернулся 19 марта 2023 года в Каире (Египет) в бою с местным малоивестным тяжеловесом Фаруком Аббасом (4-8). После 6-ти раундов боя была зафиксирована ничья 57—56, 57—57, 56—57 раздельным решением (D-SD).
Следующий бой провел только чере два с лишним года. В Киле (Германия) 7 июня 2025 года проиграл за 28 секунд нокаутом украинцу Виктору Выхристу (14-1).

## Статистика профессиональных боёв
В таблице перечислены результаты всех поединков боксёров.
В каждой строке указан результат поединка. Дополнительно номер поединка обозначен цветом, который обозначает итог поединка. Расшифровка обозначений и цветов представлена в нижеследующей таблице.
| Пример | Расшифровка                     |
| ------ | ------------------------------- |
|        | Победа                          |
|        | Ничья                           |
|        | Поражение                       |
|        | Планируемый поединок            |
|        | Поединок признан несостоявшимся |
| КО     | Нокаут                          |
| ТКО    | Технический нокаут              |
| PTS    | Решение судей (по очкам)        |
| UD     | Единогласное решение судей      |
| MD     | Решение большинства судей       |
| SD     | Раздельное решение судей        |
| RTD    | Отказ от продолжения боя        |
| DQ     | Дисквалификация                 |
| NC     | Поединок признан несостоявшимся |

| 23 поединка, 20 побед (20 нокаутом), 1 ничья, 2 поражения. | 23 поединка, 20 побед (20 нокаутом), 1 ничья, 2 поражения. | 23 поединка, 20 побед (20 нокаутом), 1 ничья, 2 поражения. | 23 поединка, 20 побед (20 нокаутом), 1 ничья, 2 поражения. | 23 поединка, 20 побед (20 нокаутом), 1 ничья, 2 поражения. | 23 поединка, 20 побед (20 нокаутом), 1 ничья, 2 поражения. | 23 поединка, 20 побед (20 нокаутом), 1 ничья, 2 поражения. |
| Бой                                                        | Рекорд                                                     | Дата боя                                                   | Соперник                                                   | Место проведения боя                                       | Раундов, время                                             | Примечание                                                 |
| ---------------------------------------------------------- | ---------------------------------------------------------- | ---------------------------------------------------------- | ---------------------------------------------------------- | ---------------------------------------------------------- | ---------------------------------------------------------- | ---------------------------------------------------------- |
| 23                                                         | 20(20)-2-1                                                 | 7 июня 2025                                                | Виктор Выхрист(14-1)                                       | Киль, Германия                                             | (6)                                                        |                                                            |
| 22                                                         | 20(20)-1-1                                                 | 19 марта 2023                                              | Айман Фарук Аббас (4-8)                                    | ACE Club, Площадь Победы, Каир, Египет                     | SD 6 (6)                                                   | Счёт судей: 57-56, 57-57, 56-57.                           |
| 21                                                         | 20(20)-1                                                   | 2 октября 2021                                             | Луис Родригес Агилар (2) (8-31-3)                          | Big Punch Arena, Тихуана, Нижняя Калифорния, Мексика       | KO 1 (6), 0:50                                             |                                                            |
| 20                                                         | 19(19)-1                                                   | 15 мая 2021                                                | Мануэль Чарр (31-4)                                        | Box Gym, Кёльн, Германия                                   | KO 2 (12), 1:09                                            |                                                            |
| 19                                                         | 19(19)-0                                                   | 25 января 2020                                             | Мисаэль Санчез (12-15-7)                                   | Big Punch Arena, Тихуана, Нижняя Калифорния, Мексика       | KO 1 (10), 2:06                                            |                                                            |
| 18                                                         | 18(18)-0                                                   | 17 мая 2019                                                | Даниэль Йокуписио Мендес (6-50-2)                          | Revolution Bar, Тихуана, Нижняя Калифорния, Мексика        | TKO 1 (4), 2:49                                            |                                                            |
| 17                                                         | 17(17)-0                                                   | 1 декабря 2018                                             | Арон Алексис Франко (0-3)                                  | Revolution Bar, Тихуана, Нижняя Калифорния, Мексика        | TKO 1 (8), 0:37                                            |                                                            |
| 16                                                         | 16(16)-0                                                   | 4 ноября 2018                                              | Эстебан Соса Васкес (2-14)                                 | Bar La Oficina, Тихуана, Нижняя Калифорния, Мексика        | TKO 1 (4), 0:15                                            |                                                            |
| 15                                                         | 15(15)-0                                                   | 27 октября 2018                                            | Роман Боркес (3-7-1)                                       | Bar La Oficina, Тихуана, Нижняя Калифорния, Мексика        | TKO 3 (4), 0:42                                            |                                                            |
| 14                                                         | 14(14)-0                                                   | 24 августа 2018                                            | Эдгар Монтехо Арсео (1-4-1)                                | Bar La Oficina, Тихуана, Нижняя Калифорния, Мексика        | TKO 2 (4), 2:48                                            |                                                            |
| Бой                                                        | Рекорд                                                     | Дата боя                                                   | Соперник                                                   | Место проведения боя                                       | Раундов, время                                             | Примечание                                                 |

## Промоутерская деятельность
4 мая 2021 года Кристофер Лавджой объявил себя банкротом и формально завершил карьеру, чтобы расторгнуть контрактные соглашения с Доном Кингом. Как результат, в организации боя с Чарром участвовала не промоутерская компания Кинга, а сам Лавджой от своего имени. Под эгидой промоутерской компании Lovejoy Boxing прошёл рематч Лавджоя с Луисом Родригесом, а также все поединки проспекта супертяжёлой весовой категории ДеАндре Сэвиджа.